# Matteo I di Costantinopoli
Matteo I (in greco Ματθαῖος Α´?; XIV secolo – agosto 1410) è stato un arcivescovo ortodosso bizantino, che ha ricoperto la carica di Patriarca ecumenico di Costantinopoli tra il 1397 e il 1410, con una breve interruzione tra il 1402 e il 1403.
Matteo entrò in un monastero quindicenne. È noto che fu un monaco del monastero dei Carsianiti a Costantinopoli nel 1380, quando fu ordinato diacono, diventando infine il suo abate nel 1388. Matteo fu allievo di Marco, abate del monastero di Kosmidion a Costantinopoli, e del patriarca Nilo Kerameus. Nel 1387, durante il patriarcato di quest'ultimo, Matteo fu eletto metropolita di Cizico, ma apparentemente non fu consacrato. Servì contemporaneamente come locum tenens (proedros) della metropoli di Calcedonia fino all'aprile 1389.
Con il sostegno dell'imperatore Manuele II Paleologo, divenne Patriarca di Costantinopoli nell'ottobre 1397, ma incontrò presto l'opposizione dei metropoliti Macario di Ancira, Matteo di Medea e Giovanni Holobolos, che riuscì a deporlo durante l'assenza di Manuele in Occidente, nell'autunno del 1402. Al ritorno dell'imperatore, Matteo fu rinominato (14 giugno 1403) e rimase in carica fino alla sua morte nell'agosto 1410.